# 中国人民解放军空军长春指挥所
中国人民解放军空军长春指挥所，位于吉林省长春市，隶属中国人民解放军北部战区空军。

## 沿革
1958年10月1日，以空军笫五速成中学部分机关为基础，在吉林省长春市重建中国人民解放军空军第一军（原空军第一军军部已改为福州军区空军机关），隶属中国人民解放军沈阳军区空军建制领导，李发应任副军长，李庆柳任政委。
2003年12月，空军第一军缩编为中国人民解放军空军长春指挥所，正师级。在2016年深化国防和军队改革前，空军长春指挥所隶属中国人民解放军沈阳军区空军。2016年转隶中国人民解放军北部战区空军。

## 历任领导

### 空军第一军
| 军长 - 吕黎平 少将（1959年4月—1962年3月15日） - 马宁 少将（1962年3月15日—1970年4月14日） - 张积慧（1970年4月14日—1973年5月20日） - 姜玉田（1974年1月4日—1977年5月31日） - 江震（1977年5月31日—1983年5月20日） - 门贵成（1983年5月20日—1986年3月） - 谢德财 空军少将（1986年3月—1990年6月） - 樊万庆 空军少将（1990年6月—1993年7月） - 吴仁忠 空军少将（1993年8月—2000年8月） - 张杰传 空军少将（2000年8月—2003年12月） 副军长 - 李发应（1958年10月—1960年7月） - 马宁（1959年4月—1962年3月15日） - 方铭（1960年1月—1961年6月） - 张卿云（1960年8月—1965年11月） - 肖道生（1961年7月—1964年7月） - 周承重（1964年7月—1979年8月） - 陈海林（1965年4月—1969年3月） - 贾波（1965年11月—1978年7月） - 江震（1966年5月—1977年5月） - 张积慧（1969年3月1日—1970年4月14日） - 曹双明（1970年4月14日—1974年1月4日） - 姜玉田（1970年12月21日—1974年1月4日） - 门贵成（1973年12月1日—1983年5月20日） - 陈继友（1975年12月—1980年9月） - 沈雨田（1978年11月—1983年5月20日） - 熊尚义（1979年11月—1983年5月20日） - 皮定囯（1980年9月—1983年5月20日） - 腾连富（1983年5月20月—1985年8月） - 樊万庆（1983年5月20月—1990年6月） - 郗泗泉（1983年5月20月—1986年4月） - 王全博（1988年10月—1990年6月） - 张玉恒（1990年6月—1991年12月） - 何为荣（1991年12月—1995年3月） - 于长海（1993年1月—1997年3月） - 杨国海（1995年3月—1998年8月） - 虞志学（1997年3月—2000年8月） - 刘家新（1997年12月—2000年8月） - 张杰传（1998年8月—2000年8月） - 战厚顺（2000年8月—2003年12月） | 政治委员 - 李庆柳 少将（1958年10月—1960年8月14日） - 梅盛伟 少将（1960年1月—1960年8月14日，代理；1960年8月14日—1962年3月15日） - 程明 少将（1962年3月15日—1964年7月） - 萧道生 大校（1964年7月—1975年8月） - 许乐夫（1968年9月29日—1974年1月4日，第二政治委员） - 丁克明（1974年1月4日—1977年12月23日，第二政治委员） - 刘钊（1978年1月24日—1983年5月20日） - 康宝仁（1983年5月20日—1986年10月） - 马驰（1986年10月—1988年2月） - 周子玉 空军少将（1988年2月—1990年6月） - 林万海 空军少将（1990年6月—1993年1月） - 吕家书 空军少将（1993年1月—1994年6月） - 王伟 空军少将（1994年7月—1998年10月） - 樊庆礼 空军少将（1998年10月—2000年8月） - 杨汉龄 空军少将（2000年8月—2003年1月） - 高增基 空军少将（2003年1月—2003年12月） 副政治委员 - 赖达元（1959年4月—1960年8月） - 邱仁华（1960年7月—1969年3月） - 丁克明（1966年5月—1974年1月） - 王绍玉（1970年3月—1979年2月） - 刘钊（1975年8月—1978年1月） - 张志增（1979年1月—1983年5月） - 王少林（1980年3月—1983年5月） - 戴书仁（1980年10月—1982年4月） - 夏祖伟（1983年5月—1986年4月） - 丁文昌（1983年5月—1985年11月） - 郭东亚（1986年4月—1989年12月） - 林万海（1989年12月—1990年6月） - 刘玉昌（1990年6月—1997年12月） - 刘忠岳（1997年12月—2000年8月） - 雷忠贵（2000年8月—2003年12月） |

| 参谋长 - 肖道生 大校（1958年10月—1961年7月） - 贾波（1961年7月—1965年11月） - 王雨森（1965年11月—1970年9月） - 姜玉田（1970年10月—1971年7月） - 王辅（1971年7月—1978年10月） - 宁福奎（1978年10月—1983年5月） - 刘子忱（1983年5月—1986年4月） - 魏光修（1986年4月—1988年7月） - 朱占国（1988年7月—1990年6月） - 韩喜堂（1990年6月—1997年12月） - 虞志学（1997年12月—2000年8月） - 常宝林（2000年8月—2003年12月） | 政治部主任 - 于应龙（1959年1月—1962年7月） - 徐兴华（1962年7月—1964年2月） - 丁克明（1964年2月—1969年5月） - 李文芳（1969年5月—1978年10月） - 戴书仁（？—1980年10月） - 张玉生（1978年10月—1983年5月） - 林万海（1983年5月—1989年12月） - 张汉华（1989年12月—1992年12月） - 任清廉（1993年1月—1994年5月） - 姜言记（1994年5月—1997年12月） - 刘昌洪（1997年12月—2003年12月） |

| 后勤部部长 - 陈忠宝（1958年11月—1961年3月） - 平东（1961年5月—1978年2月） - 曹会兰（1970年9—？） - 宫传荣（1980年7月—1984年8月） - 杨德春（1985年5月—1988年2月） - 张富（1988年4月—1990年9月） - 梁随群（1990年9月—1994年4月） - 任芳（1994年4月—1999年11月） - 曾令国（1999年11月—2003年12月） | 后勤部政治委员 - 储云（1958年9月—1959年7月） - 李怀忠（1959年7月—1976年7月） - 王元清（1981年4月—1983年5月） |

### 空军长春指挥所
| 司令员 - 战厚顺 空军少将（2003年12月—2007年6月） - 张敏 空军大校（2007年6月—2010年9月） - 高润清 空军大校（2010年9月—2012年） - 刘长春 空军大校（2012年—2015年） - 王宝江 空军大校（2015年—） | 政治委员 - 胡秀堂 空军少将（2003年12月—2006年12月） - 邱鲁飞 空军大校（2006年12月—2012年） - 刘梦友 空军大校（2012年—2015年） - 陶大鹏 空军大校（2015年—2017年） |